# Glenn Murcutt
Glenn Marcus Murcutt, född 25 juli 1936 i London, är en australisk arkitekt, belönad med Pritzkerpriset år 2002.

## Biografi
Glenn Murcutt föddes i London, växte upp i Papua Nya Guinea, och studerade arkitektur vid Sydney Technical College där han tog examen år 1961. År 1969 startade han ett eget företag i Sydney och utför endast uppdrag i Australien. Glenn Murcutts motto är: touch the earth lightly(ungefär: rör lätt vid marken). Pritzkerprisets jury nämner Glenn Murcutt som en kontrast mot sin tids starchitects med team av PR-anställda.

## Verk i urval
- 1974 -Laurie Short House, Sydney
- 1980 -Nicholas House, Mount Irvine
- 1988 -Museum of Local History and Tourist Office, Kempsey
- 1991 -Done House, Sydney
- 1992 -Murcutt Guest Studio, Kempsey
- 1994 -Bowali Visitor Information Centre, Kakadu National Park, samarbete med Troppo Architects
- 1996 -Schnaxl House, Newport, Sydney
- 2003 -Murcutt/Lewin House and Studio, Mosman

### Webbkällor
- en.wikipedia.org/wiki/Glenn_Murcutt
- ne.se/glenn-murcutt